# Gran Bulgària

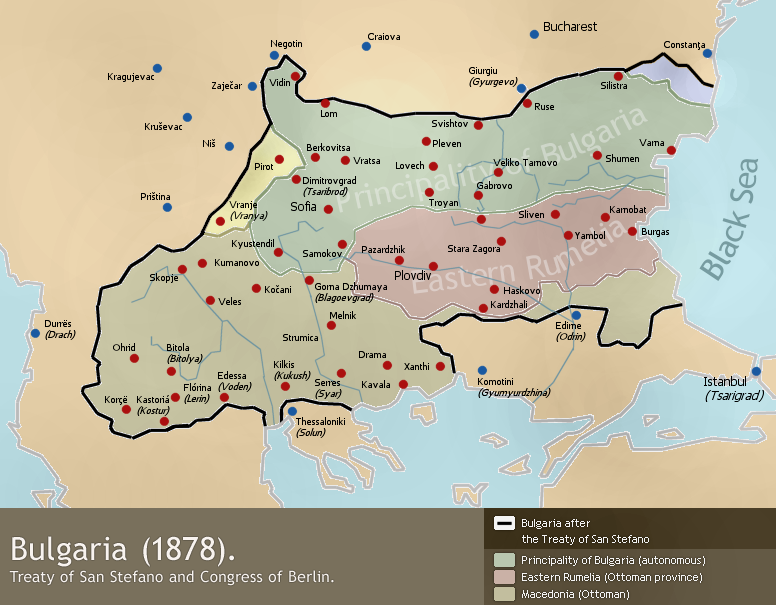
Gran Bulgària segons el Tractat de San Stefano.

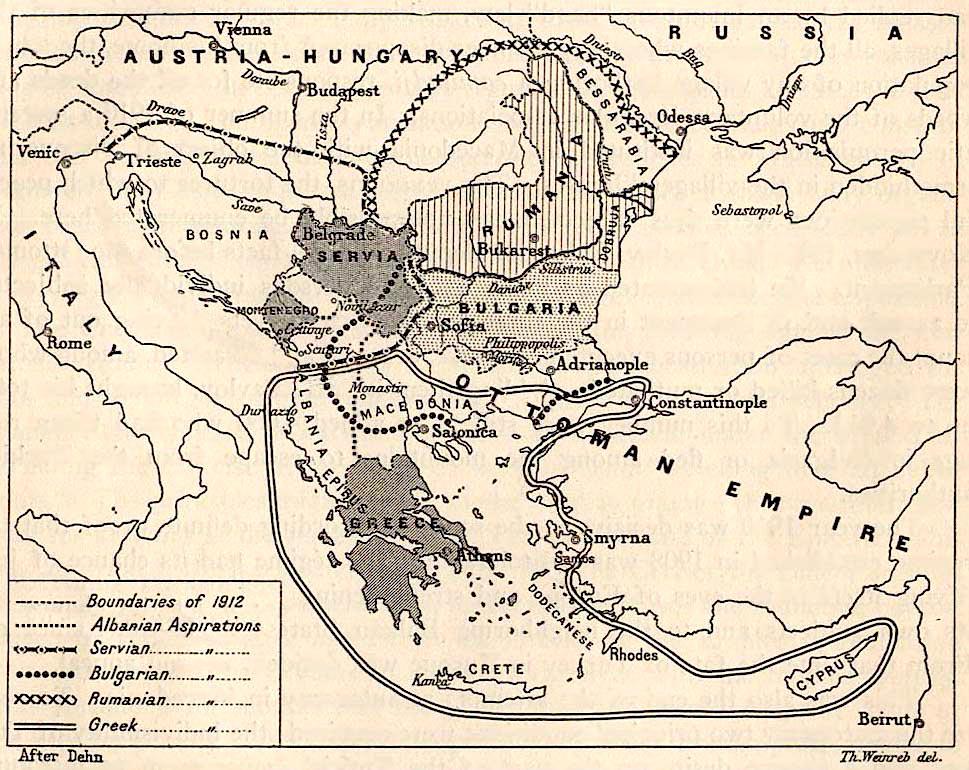
Les aspiracions irredemptistes als Balcans en 1912, amb a « Gran Bulgària ».

Gran Bulgària és un terme que identifica el territori associat amb un estat històric, i amb un moviment irredemptista modern del nacionalisme búlgar, que inclouria la major part de la Macedònia històrica, Tràcia i Mèsia. Va sorgir el 1878 en el si dels conflicted pels territoris europeus ocupats pels otomans.
La Gran Bulgària va ser producte del Tractat de San Stefano (1878) entre l'Imperi Rus i l'Imperi Otomà, però es va desfer amb el Congrés de Berlín (1881), on es van retornar part dels territoris de la Gran Bulgària al control de l'Imperi Otomà.
Els territoris de Macedònia van ser disputats entre l'Imperi Otomà, Bulgària, Grècia i Sèrbia a les Guerres Balcàniques entre 1912 i 1913, i durant la Primera Guerra Mundial (1914-1918). Al final d'aquesta, Bulgària va perdre l'accés al mar Egeu.
Just abans de la Segona Guerra Mundial, Bulgària va recuperar la Dobrudja Meridional de Romania pel Tractat de Craiova (1940).
Durant la Segona Guerra Mundial Bulgària va recuperar efímerament tots els territoris de la Gran Bulgària amb l'ajust de l'Alemanya nazi. Totes aquests concessions van ser revertides (amb l'excepció de la Dobrudja Meridional) per la victòria dels Aliats a la Conferència de Pau de París (1947). Així Bulgària va ser l'únic aliat de l'Eix que va aconseguir un guany territorial al final de la Segona Guerra Mundial.